# 藤元隆一
藤元 隆一（ふじもと りゅういち、1949年 - ）は、東北銀行常勤監査役。同行の元代表取締役副頭取。岩手県出身。

## 略歴
- 1972年 岩手大学教育学部卒業後、東北銀行入行。
  - 以降、秘書室長、仙台支店長、企画部長等を歴任する。
- 2000年 取締役企画部長委嘱
- 2002年 常務取締役経営企画部長委嘱
- 2004年 専務取締役就任
- 2007年 代表取締役副頭取就任
- 2010年 常勤監査役就任